# Isetnofret II
Isetnofret, Isis-nofret o Isitnofret (Ȝs.t Nfr.t, "la bella Isis") va ser una reina egípcia de la XIX Dinastia. Era la Gran Esposa Reial del faraó Merenptah.

## Família
No se sap del cert qui eren els seus pares. Isetnofret II podria haver estat la filla del príncep Khaemwese; si fos així, s'hauria casat amb el seu oncle Merneptah. Una altra possibilitat és que hagués estat filla del rei Ramsès II i de la seva Gran Esposa Reial, la reina Isetnofret I.
Els seus fills coneguts van ser:
- El príncep Seti-Merenptah, que més tard assumiria el tron com a Seti II.[1]

- El príncep Merenptah, fill del rei, executiu al capdavant de les dues terres, i el generalíssim.[2]

- El príncep Khaemwaset, fill del rei, representat al temple de Karnak.[3]

- Possiblement també una princesa anomenada Isetnofret (?), la Filla de Rei esmentada al registre del vaixell de Leiden.[2]

## Títols
Els títols coneguts de la reina Isetnofret II són els següentsː
- Dama de les dues terres (nbt-t3wy)
- Gran Esposa Reial (hmt-niswt-wrt)
- Senyora de l'Alt i Baix Egipte (hnwt-Shm'w -mhw)
- Dona del Rei (hmt- nisw)

## Vida
Isetnofret II va créixer durant el regnat de Ramsès II, el seu possible avi. Si era filla de Khaemwese, potser hauria crescut a Memfis, en cas contrari, hauria crescut molt probablement a Piramesse.
Isetnofret II apareix testificat diverses vegades durant el regnat del seu marit:
- Està representada en una estàtua d'Amenhotep III usurpada per Merenptah.

- Una estela del visir Panehesi a Djebel al-Silsila també la representa. Aquesta estela està situada a l'altra banda de la capella de Panehesi i representa Merenptah, la reina Isetnofret, Seti-Merenptah i el visir, precedint a Amun-Re i Ptah.[6]

- Una altra estela situada a la Galeria dels Speos de Horemheb a Djebel al-Silsila representa Merenptah seguit de la reina Isetnofret i el visir Panehesi, mentre ofereixen una imatge de la deessa Maat a Amun-Re i Mut.[7]

- Una estatueta dedicada pel visir Paneheiy a Djebel al-Silsila també la representa.

No se sap quan ni on va morir Isetnofret II ni on va ser enterrada. Si Isetnofret era filla de Khaemwese, pot ser que hagués estat enterrada a Saqqara. La tomba d'una dama reial anomenada Isetnofret va ser descoberta a Saqqara durant unes excavacions el 2009 realitzades per la Universitat de Waseda.